# Милпорт (Њујорк)
Милпорт (енгл. Millport) град је у америчкој савезној држави Њујорк.

## Демографија
По попису из 2010. године број становника је 312, што је 15 (5,1%) становника више него 2000. године.
| Група             | 2000.       | 2010.       |
| Белци             | 286 (96,3%) | 297 (95,2%) |
| Афроамериканци    | 0 (0,0%)    | 1 (0,3%)    |
| Азијати           | 0 (0,0%)    | 0 (0,0%)    |
| Хиспаноамериканци | 6 (2,0%)    | 3 (1,0%)    |
| Укупно            | 297         | 312         |